# Wilhelm Meves
Wilhelm Meves, auch Wilhelm Mewes (* 6. Juni 1848 in Braunschweig; † 26. August 1908 ebenda) war ein deutscher Schauspieler.

## Leben
Der Sohn eines Mechanikers war Schüler der Bürgerschule an der Wilhelmstraße, bevor er an das Martino-Katharineum, um sich für das Theologiestudium vorzubereiten, wechselte. Nach vorzeitigem Abbruch der Schule nahm er Schauspielunterricht bei Carl Schultes, der Oberregisseur am Braunschweiger Hoftheater war. Meves debütierte am 21. Mai 1866 am Tivoli-Theater in Lübeck als „Kreiser Schöffel“ in Wilderer. Es folgten Engagements in Elberfeld, Freiburg/Breisgau (1867–69), Königsberg (1869–71) und Halle (1871/72). 1872 wechselte er an das Hoftheater Braunschweig, dem er bis zu seiner Pensionierung 1906 angehörte. Der wandlungsfähige Mime beherrschte sowohl die ernsten als auch die humoristischen Charakterrollen, darunter den Jago, Falstaff, Nathan, Faust und Caligula. Meves war daneben auch als Bühnenschriftsteller aktiv. So verfasste er die Libretti für zwei Opern des Braunschweiger Komponisten Max Clarus. Er bearbeitete Bühnenstücke und verfasste Liedtexte in niederdeutscher Mundart. Seine Märchendichtung Die Wassernixen wurde von Franz Abt vertont.

## Werke (Auswahl)
- Die Wassernixen. Märchendichtung für Soli, Frauenchor und Klavier, Op. 555. Musik von Franz Abt, Bauer, Braunschweig 1883, OCLC 711832544 (online).
- Des großen Königs Rekrut. Vaterländische Oper in drei Aufzügen, Musik von Max Clarus, Appelhans, Braunschweig 1889, OCLC 706860094.
- Prinzessin Ilse. Romantische Operndichtung in drei Aufzügen, Musik von Max Clarus. Vieweg und Sohn, Braunschweig 1895, OCLC 81931498.